# André Lubambu
André Lubambu – kongijski polityk, urzędnik państwowy oraz gubernator prowincji Górne Lomami od 2018 roku.

## Kariera
Gubernatorem został 8 listopada 2018 roku po zdymisjonowaniu pierwszego gubernatora prowincji – Marcela Lenge. Swoje stanowisko utrzymuje do dziś. Wcześniej stacjonował na stanowisku komisarza generalnego ds. mediów oraz współpracy między prowincjami w prowincji Górne Lomami (fr. Le commissaire général à la Communication-presse et coopération interprovinciale du Haut-Lomami).